# NGC 275
NGC 275 är en stavgalax i stjärnbilden Valfisken. Den upptäcktes den 9 oktober 1828 av John Herschel. 